# Classic Brugge-De Panne 2023
Classic Brugge-De Panne 2023 var den 47. udgave af det belgiske cykelløb Classic Brugge-De Panne. Det 211 km lange linjeløb blev kørt den 22. marts 2023 med start i Brugge og mål i De Panne i Vestflandern. Løbet var tiende arrangement på UCI World Tour 2023. Det blev kørt samme dag som 3. etape af Catalonien Rundt.
Den belgiske sprinter Jasper Philipsen fra Alpecin-Deceuninck vandt løbet, efter at fire ryttere var kommet samlet til mål.

## Resultat
| \| Samlede stilling \| Samlede stilling \| Samlede stilling \| Samlede stilling \| Samlede stilling \| \| Rytter \| Rytter \| Hold \| Tid \| \| \| ---------------- \| ------------------- \| ---------------------- \| ---------------- \| ---------------- \| \| 1. \| Jasper Philipsen \| Alpecin-Deceuninck \| 4t 38' 52" \| \| \| 2. \| Olav Kooij \| Jumbo-Visma \| + 0" \| \| \| 3. \| Yves Lampaert \| Soudal Quick-Step \| + 0" \| \| \| 4. \| Frederik Frison \| Lotto Dstny \| + 1" \| \| \| 5. \| Fabio Jakobsen \| Soudal Quick-Step \| + 21" \| \| \| 6. \| Jonas Rickaert \| Alpecin-Deceuninck \| + 21" \| \| \| 7. \| Cedric Beullens \| Lotto Dstny \| + 21" \| \| \| 8. \| Stian Fredheim \| Uno-X Pro Cycling Team \| + 21" \| \| \| 9. \| Sebastián Molano \| UAE Team Emirates \| + 21" \| \| \| 10. \| Marijn van den Berg \| EF Education-EasyPost \| + 21" \| \| |                     |                        |            |
| |                     |                        |            |
| Kilde: ProCyclingStats |                     |                        |            |
| Samlede stilling |                     |                        |            |
| Rytter | Rytter              | Hold                   | Tid        |
| 1. | Jasper Philipsen    | Alpecin-Deceuninck     | 4t 38' 52" |
| 2. | Olav Kooij          | Jumbo-Visma            | + 0"       |
| 3. | Yves Lampaert       | Soudal Quick-Step      | + 0"       |
| 4. | Frederik Frison     | Lotto Dstny            | + 1"       |
| 5. | Fabio Jakobsen      | Soudal Quick-Step      | + 21"      |
| 6. | Jonas Rickaert      | Alpecin-Deceuninck     | + 21"      |
| 7. | Cedric Beullens     | Lotto Dstny            | + 21"      |
| 8. | Stian Fredheim      | Uno-X Pro Cycling Team | + 21"      |
| 9. | Sebastián Molano    | UAE Team Emirates      | + 21"      |
| 10. | Marijn van den Berg | EF Education-EasyPost  | + 21"      |

## Hold og ryttere
| UCI WorldTeams (16)- Alpecin-Deceuninck - Astana Qazaqstan Team - Bahrain Victorious - Bora-Hansgrohe - Cofidis - EF Education-EasyPost - Groupama-FDJ - Intermarché-Circus-Wanty - Jumbo-Visma - Movistar Team - Soudal Quick-Step - Arkéa-Samsic - Team DSM - Team Jayco AlUla - Trek-Segafredo - UAE Team Emirates UCI ProTeams (6)- Bingoal WB - Israel-Premier Tech - Lotto Dstny - Team Flanders-Baloise - TotalEnergies - Uno-X Pro Cycling Team |
| |

### Danske ryttere
| Danske ryttere på startlisten |                    |                          |           |
| Rygnummer                     | Rytter             | Hold                     | Placering |
| 24                            | Mathias Norsgaard  | Movistar Team            | 19        |
| 63                            | Mikkel Bjerg       | UAE Team Emirates        | 47        |
| 142                           | Julius Johansen    | Intermarché-Circus-Wanty | 42        |
| 161                           | Lasse Norman Leth  | Uno-X Pro Cycling Team   | DNF       |
| 164                           | Louis Bendixen     | Uno-X Pro Cycling Team   | DNF       |
| 165                           | William Blume Levy | Uno-X Pro Cycling Team   | 69        |

* DNS = stillede ikke til start

* DNF = gennemførte ikke

### Startliste
| Soudal Quick-Step SOQ            | Soudal Quick-Step SOQ           | Soudal Quick-Step SOQ |
| -------------------------------- | ------------------------------- | --------------------- |
| Nr.                              | Rytter                          | Placering             |
| 1                                | Fabio Jakobsen (NED) (landevej) | 5.                    |
| 2                                | Tim Declercq (BEL)              | DNS                   |
| 3                                | Davide Ballerini (ITA)          | 11.                   |
| 4                                | Yves Lampaert (BEL)             | 3.                    |
| 5                                | Jannik Steimle (GER)            | 63.                   |
| 6                                | Bert Van Lerberghe (BEL)        | 12.                   |
| 7                                | Ethan Vernon (GBR)              | DNF                   |
| Sportsdirektør: Wilfried Peeters |                                 |                       |

| Team Jayco AlUla JAY            | Team Jayco AlUla JAY    | Team Jayco AlUla JAY |
| ------------------------------- | ----------------------- | -------------------- |
| Nr.                             | Rytter                  | Placering            |
| 11                              | Dylan Groenewegen (NED) | 13.                  |
| 12                              | Luke Durbridge (AUS)    | DNF                  |
| 13                              | Luka Mezgec (SLO)       | DNF                  |
| 14                              | Kelland O'Brien (AUS)   | DNF                  |
| 15                              | Campbell Stewart (NZL)  | DNF                  |
| 16                              | Elmar Reinders (NED)    | 34.                  |
| Sportsdirektør: Tristan Hoffman |                         |                      |

| Movistar Team MOV                   | Movistar Team MOV       | Movistar Team MOV |
| ----------------------------------- | ----------------------- | ----------------- |
| Nr.                                 | Rytter                  | Placering         |
| 21                                  | Fernando Gaviria (COL)  | DNF               |
| 22                                  | Iván Romeo (ESP)        | DNF               |
| 23                                  | Johan Jacobs (SUI)      | 23.               |
| 24                                  | Mathias Norsgaard (DEN) | 19.               |
| 25                                  | Albert Torres (ESP)     | DNF               |
| 26                                  | Oier Lazkano (ESP)      | DNF               |
| 27                                  | Lluís Mas (ESP)         | DNF               |
| Sportsdirektør: José Vicente García |                         |                   |

| Alpecin-Deceuninck ADC           | Alpecin-Deceuninck ADC    | Alpecin-Deceuninck ADC |
| -------------------------------- | ------------------------- | ---------------------- |
| Nr.                              | Rytter                    | Placering              |
| 31                               | Jasper Philipsen (BEL)    | 1.                     |
| 32                               | Alexander Krieger (GER)   | 67.                    |
| 33                               | Maurice Ballerstedt (GER) | 54.                    |
| 34                               | Edward Planckaert (BEL)   | 21.                    |
| 35                               | Ramon Sinkeldam (NED)     | 58.                    |
| 36                               | Lionel Taminiaux (BEL)    | 25.                    |
| 37                               | Jonas Rickaert (BEL)      | 6.                     |
| Sportsdirektør: Frederik Willems |                           |                        |

| Bora-Hansgrohe BOH              | Bora-Hansgrohe BOH          | Bora-Hansgrohe BOH |
| ------------------------------- | --------------------------- | ------------------ |
| Nr.                             | Rytter                      | Placering          |
| 41                              | Sam Bennett (IRL)           | DNF                |
| 42                              | Shane Archbold (NZL)        | DNF                |
| 43                              | Danny van Poppel (NED)      | 26.                |
| 44                              | Jonas Koch (GER)            | 16.                |
| 45                              | Maximilian Schachmann (GER) | DNF                |
| 46                              | Jordi Meeus (BEL)           | DNF                |
| 47                              | Ryan Mullen (IRL)           | 53.                |
| Sportsdirektør: Torsten Schmidt |                             |                    |

| EF Education-EasyPost EFE     | EF Education-EasyPost EFE | EF Education-EasyPost EFE |
| ----------------------------- | ------------------------- | ------------------------- |
| Nr.                           | Rytter                    | Placering                 |
| 51                            | Thomas Scully (NZL)       | DNF                       |
| 52                            | Julius van den Berg (NED) | DNF                       |
| 53                            | Owain Doull (GBR)         | 38.                       |
| 54                            | Jens Keukeleire (BEL)     | 60.                       |
| 55                            | Jonas Rutsch (GER)        | 39.                       |
| 56                            | Marijn van den Berg (NED) | 10.                       |
| 57                            | Łukasz Wiśniowski (POL)   | DNF                       |
| Sportsdirektør: Andreas Klier |                           |                           |

| UAE Team Emirates UAD         | UAE Team Emirates UAD        | UAE Team Emirates UAD |
| ----------------------------- | ---------------------------- | --------------------- |
| Nr.                           | Rytter                       | Placering             |
| 61                            | Pascal Ackermann (GER)       | 17.                   |
| 62                            | Ryan Gibbons (RSA)           | 51.                   |
| 63                            | Mikkel Norsgaard Bjerg (DEN) | 47.                   |
| 64                            | Felix Groß (GER)             | DNF                   |
| 65                            | Vegard Stake Laengen (NOR)   | DNF                   |
| 66                            | Sebastián Molano (COL)       | 9.                    |
| 67                            | Michael Vink (NZL)           | DNF                   |
| Sportsdirektør: Fabio Baldato |                              |                       |

| Groupama-FDJ GFC                 | Groupama-FDJ GFC          | Groupama-FDJ GFC |
| -------------------------------- | ------------------------- | ---------------- |
| Nr.                              | Rytter                    | Placering        |
| 71                               | Arnaud Démare (FRA)       | 14.              |
| 72                               | Ignatas Konovalovas (LTU) | DNF              |
| 73                               | Fabian Lienhard (SUI)     | 64.              |
| 74                               | Laurence Pithie (NZL)     | DNF              |
| 75                               | Paul Penhoët (FRA)        | 24.              |
| 76                               | Samuel Watson (GBR)       | 68.              |
| 77                               | Bram Welten (NED)         | 62.              |
| Sportsdirektør: Frédéric Guesdon |                           |                  |

| Trek-Segafredo TFS              | Trek-Segafredo TFS             | Trek-Segafredo TFS |
| ------------------------------- | ------------------------------ | ------------------ |
| Nr.                             | Rytter                         | Placering          |
| 81                              | Edward Theuns (BEL)            | 15.                |
| 82                              | Emīls Liepiņš (LAT) (landevej) | DNF                |
| 83                              | Thibau Nys (BEL)               | DNF                |
| 84                              | Alex Kirsch (LUX)              | DNF                |
| 85                              | Markus Hoelgaard (NOR)         | DNF                |
| 86                              | Otto Vergaerde (BEL)           | DNF                |
| 87                              | Toms Skujiņš (LAT)             | DNF                |
| Sportsdirektør: Steven de Jongh |                                |                    |

| Astana Qazaqstan Team AST      | Astana Qazaqstan Team AST        | Astana Qazaqstan Team AST |
| ------------------------------ | -------------------------------- | ------------------------- |
| Nr.                            | Rytter                           | Placering                 |
| 91                             | Mark Cavendish (GBR) (landevej)  | DNF                       |
| 92                             | Dmitrij Gruzdev (KAZ)            | 55.                       |
| 93                             | Davide Martinelli (ITA)          | DNF                       |
| 94                             | Cees Bol (NED)                   | DNF                       |
| 95                             | Jevgenij Giditj (KAZ) (landevej) | DNF                       |
| 96                             | Jevgenij Fedorov (KAZ)           | DNF                       |
| 97                             | Leonardo Basso (ITA)             | DNF                       |
| Sportsdirektør: Stefano Zanini |                                  |                           |

| Jumbo-Visma TJV                   | Jumbo-Visma TJV          | Jumbo-Visma TJV |
| --------------------------------- | ------------------------ | --------------- |
| Nr.                               | Rytter                   | Placering       |
| 101                               | Tosh Van der Sande (BEL) | 73.             |
| 102                               | Olav Kooij (NED)         | 2.              |
| 103                               | Timo Roosen (NED)        | 56.             |
| 104                               | Lennard Hofstede (NED)   | DNF             |
| 105                               | Mick van Dijke (NED)     | DNF             |
| 106                               | Tim van Dijke (NED)      | 22.             |
| 107                               | Jos van Emden (NED)      | DNF             |
| Sportsdirektør: Arthur Van Dongen |                          |                 |

| Team DSM DSM                 | Team DSM DSM              | Team DSM DSM |
| ---------------------------- | ------------------------- | ------------ |
| Nr.                          | Rytter                    | Placering    |
| 111                          | Alberto Dainese (ITA)     | DNF          |
| 112                          | Patrick Bevin (NZL)       | DNF          |
| 113                          | Alexander Edmondson (AUS) | DNF          |
| 114                          | Casper van Uden (NED)     | 44.          |
| 115                          | Marius Mayrhofer (GER)    | DNF          |
| 116                          | Tim Naberman (NED)        | DNF          |
| 117                          | Sam Welsford (AUS)        | 18.          |
| Sportsdirektør: Pim Ligthart |                           |              |

| Bahrain Victorious TBV           | Bahrain Victorious TBV | Bahrain Victorious TBV |
| -------------------------------- | ---------------------- | ---------------------- |
| Nr.                              | Rytter                 | Placering              |
| 121                              | Phil Bauhaus (GER)     | DNF                    |
| 122                              | Matevž Govekar (SLO)   | DNF                    |
| 123                              | Kamil Gradek (POL)     | 57.                    |
| 124                              | Filip Maciejuk (POL)   | 59.                    |
| 125                              | Jonathan Milan (ITA)   | 70.                    |
| 126                              | Dušan Rajović (SRB)    | DNF                    |
| 127                              | Cameron Scott (AUS)    | DNF                    |
| Sportsdirektør: Enrico Poitschke |                        |                        |

| Cofidis COF                      | Cofidis COF            | Cofidis COF |
| -------------------------------- | ---------------------- | ----------- |
| Nr.                              | Rytter                 | Placering   |
| 131                              | Max Walscheid (GER)    | 32.         |
| 132                              | Davide Cimolai (ITA)   | DNF         |
| 133                              | Simone Consonni (ITA)  | 71.         |
| 134                              | Wesley Kreder (NED)    | 46.         |
| 135                              | Christophe Noppe (BEL) | 33.         |
| 136                              | Piet Allegaert (BEL)   | 36.         |
| 137                              | Jelle Wallays (BEL)    | DNF         |
| Sportsdirektør: Thierry Marichal |                        |             |

| Intermarché-Circus-Wanty ICW         | Intermarché-Circus-Wanty ICW | Intermarché-Circus-Wanty ICW |
| ------------------------------------ | ---------------------------- | ---------------------------- |
| Nr.                                  | Rytter                       | Placering                    |
| 141                                  | Niccolò Bonifazio (ITA)      | DNF                          |
| 142                                  | Julius Johansen (DEN)        | 42.                          |
| 143                                  | Adrien Petit (FRA)           | DNF                          |
| 144                                  | Baptiste Planckaert (BEL)    | DNF                          |
| 145                                  | Laurenz Rex (BEL)            | 66.                          |
| 146                                  | Gerben Thijssen (BEL)        | 27.                          |
| 147                                  | Boy van Poppel (NED)         | DNF                          |
| Sportsdirektør: Pieter Vanspeybrouck |                              |                              |

| Arkéa-Samsic ARK                  | Arkéa-Samsic ARK      | Arkéa-Samsic ARK |
| --------------------------------- | --------------------- | ---------------- |
| Nr.                               | Rytter                | Placering        |
| 151                               | David Dekker (NED)    | 35.              |
| 152                               | Laurent Pichon (FRA)  | DNF              |
| 153                               | Daniel McLay (GBR)    | 74.              |
| 154                               | Mathis Le Berre (FRA) | DNF              |
| 155                               | Luca Mozzato (ITA)    | 72.              |
| 156                               | Alan Riou (FRA)       | DNF              |
| 157                               | Clément Russo (FRA)   | DNF              |
| Sportsdirektør: Sébastien Hinault |                       |                  |

| Uno-X Pro Cycling Team UXT         | Uno-X Pro Cycling Team UXT  | Uno-X Pro Cycling Team UXT |
| ---------------------------------- | --------------------------- | -------------------------- |
| Nr.                                | Rytter                      | Placering                  |
| 161                                | Lasse Norman Leth (DEN)     | DNF                        |
| 162                                | Stian Fredheim (NOR)        | 8.                         |
| 163                                | Tord Gudmestad (NOR)        | 29.                        |
| 164                                | Louis Bendixen (DEN)        | DNF                        |
| 165                                | William Blume Levy (DEN)    | 69.                        |
| 166                                | Erik Nordsæter Resell (NOR) | 61.                        |
| 167                                | Søren Wærenskjold (NOR)     | DNF                        |
| Sportsdirektør: Gino Van Oudenhove |                             |                            |

| Israel-Premier Tech IPT    | Israel-Premier Tech IPT         | Israel-Premier Tech IPT |
| -------------------------- | ------------------------------- | ----------------------- |
| Nr.                        | Rytter                          | Placering               |
| 171                        | Sep Vanmarcke (BEL)             | DNF                     |
| 172                        | Itamar Einhorn (ISR) (landevej) | DNF                     |
| 173                        | Jens Reynders (BEL)             | 50.                     |
| 174                        | Guy Sagiv (ISR)                 | DNF                     |
| 175                        | Tom Van Asbroeck (BEL)          | 30.                     |
| 177                        | Rick Zabel (GER)                | 28.                     |
| Sportsdirektør: Dirk Demol |                                 |                         |

| Lotto Dstny LTD              | Lotto Dstny LTD           | Lotto Dstny LTD |
| ---------------------------- | ------------------------- | --------------- |
| Nr.                          | Rytter                    | Placering       |
| 181                          | Caleb Ewan (AUS)          | DNF             |
| 182                          | Jasper De Buyst (BEL)     | DNF             |
| 183                          | Frederik Frison (BEL)     | 4.              |
| 184                          | Sébastien Grignard (BEL)  | DNF             |
| 185                          | Michael Schwarzmann (GER) | DNF             |
| 186                          | Cedric Beullens (BEL)     | 7.              |
| 187                          | Jarrad Drizners (AUS)     | 20.             |
| Sportsdirektør: Nikolas Maes |                           |                 |

| Team Flanders-Baloise TFB         | Team Flanders-Baloise TFB | Team Flanders-Baloise TFB |
| --------------------------------- | ------------------------- | ------------------------- |
| Nr.                               | Rytter                    | Placering                 |
| 191                               | Ruben Apers (BEL)         | 49.                       |
| 192                               | Sander De Pestel (BEL)    | 48.                       |
| 193                               | Tuur Dens (BEL)           | DNF                       |
| 194                               | Milan Fretin (BEL)        | 37.                       |
| 195                               | Vince Gerits (BEL)        | DNF                       |
| 196                               | Jules Hesters (BEL)       | 43.                       |
| 197                               | Noah Vandenbranden (BEL)  | DNF                       |
| Sportsdirektør: Walter Planckaert |                           |                           |

| TotalEnergies TEN                 | TotalEnergies TEN       | TotalEnergies TEN |
| --------------------------------- | ----------------------- | ----------------- |
| Nr.                               | Rytter                  | Placering         |
| 201                               | Thomas Bonnet (FRA)     | 41.               |
| 202                               | Émilien Jeannière (FRA) | DNF               |
| 203                               | Lorrenzo Manzin (FRA)   | DNF               |
| 204                               | Geoffrey Soupe (FRA)    | 40.               |
| 205                               | Jason Tesson (FRA)      | DNF               |
| 207                               | Mattéo Vercher (FRA)    | DNF               |
| Sportsdirektør: Dominique Arnould |                         |                   |

| Bingoal WB BWB                           | Bingoal WB BWB                 | Bingoal WB BWB |
| ---------------------------------------- | ------------------------------ | -------------- |
| Nr.                                      | Rytter                         | Placering      |
| 211                                      | Guillaume Van Keirsbulck (BEL) | 45.            |
| 212                                      | Ceriel Desal (BEL)             | 31.            |
| 213                                      | Johan Meens (BEL)              | DNF            |
| 214                                      | Matteo Malucelli (ITA)         | DNF            |
| 215                                      | Ludovic Robeet (BEL)           | 65.            |
| 216                                      | Dorian de Maeght (BEL)         | DNF            |
| 217                                      | Louis Blouwe (BEL)             | DNF            |
| Sportsdirektør: Jean-Denis Vandenbroucke |                                |                |

| Soudal Quick-Step SOQ            | Soudal Quick-Step SOQ           | Soudal Quick-Step SOQ |
| -------------------------------- | ------------------------------- | --------------------- |
| Nr.                              | Rytter                          | Placering             |
| 1                                | Fabio Jakobsen (NED) (landevej) | 5.                    |
| 2                                | Tim Declercq (BEL)              | DNS                   |
| 3                                | Davide Ballerini (ITA)          | 11.                   |
| 4                                | Yves Lampaert (BEL)             | 3.                    |
| 5                                | Jannik Steimle (GER)            | 63.                   |
| 6                                | Bert Van Lerberghe (BEL)        | 12.                   |
| 7                                | Ethan Vernon (GBR)              | DNF                   |
| Sportsdirektør: Wilfried Peeters |                                 |                       |

| Team Jayco AlUla JAY            | Team Jayco AlUla JAY    | Team Jayco AlUla JAY |
| ------------------------------- | ----------------------- | -------------------- |
| Nr.                             | Rytter                  | Placering            |
| 11                              | Dylan Groenewegen (NED) | 13.                  |
| 12                              | Luke Durbridge (AUS)    | DNF                  |
| 13                              | Luka Mezgec (SLO)       | DNF                  |
| 14                              | Kelland O'Brien (AUS)   | DNF                  |
| 15                              | Campbell Stewart (NZL)  | DNF                  |
| 16                              | Elmar Reinders (NED)    | 34.                  |
| Sportsdirektør: Tristan Hoffman |                         |                      |

| Movistar Team MOV                   | Movistar Team MOV       | Movistar Team MOV |
| ----------------------------------- | ----------------------- | ----------------- |
| Nr.                                 | Rytter                  | Placering         |
| 21                                  | Fernando Gaviria (COL)  | DNF               |
| 22                                  | Iván Romeo (ESP)        | DNF               |
| 23                                  | Johan Jacobs (SUI)      | 23.               |
| 24                                  | Mathias Norsgaard (DEN) | 19.               |
| 25                                  | Albert Torres (ESP)     | DNF               |
| 26                                  | Oier Lazkano (ESP)      | DNF               |
| 27                                  | Lluís Mas (ESP)         | DNF               |
| Sportsdirektør: José Vicente García |                         |                   |

| Alpecin-Deceuninck ADC           | Alpecin-Deceuninck ADC    | Alpecin-Deceuninck ADC |
| -------------------------------- | ------------------------- | ---------------------- |
| Nr.                              | Rytter                    | Placering              |
| 31                               | Jasper Philipsen (BEL)    | 1.                     |
| 32                               | Alexander Krieger (GER)   | 67.                    |
| 33                               | Maurice Ballerstedt (GER) | 54.                    |
| 34                               | Edward Planckaert (BEL)   | 21.                    |
| 35                               | Ramon Sinkeldam (NED)     | 58.                    |
| 36                               | Lionel Taminiaux (BEL)    | 25.                    |
| 37                               | Jonas Rickaert (BEL)      | 6.                     |
| Sportsdirektør: Frederik Willems |                           |                        |

| Bora-Hansgrohe BOH              | Bora-Hansgrohe BOH          | Bora-Hansgrohe BOH |
| ------------------------------- | --------------------------- | ------------------ |
| Nr.                             | Rytter                      | Placering          |
| 41                              | Sam Bennett (IRL)           | DNF                |
| 42                              | Shane Archbold (NZL)        | DNF                |
| 43                              | Danny van Poppel (NED)      | 26.                |
| 44                              | Jonas Koch (GER)            | 16.                |
| 45                              | Maximilian Schachmann (GER) | DNF                |
| 46                              | Jordi Meeus (BEL)           | DNF                |
| 47                              | Ryan Mullen (IRL)           | 53.                |
| Sportsdirektør: Torsten Schmidt |                             |                    |

| EF Education-EasyPost EFE     | EF Education-EasyPost EFE | EF Education-EasyPost EFE |
| ----------------------------- | ------------------------- | ------------------------- |
| Nr.                           | Rytter                    | Placering                 |
| 51                            | Thomas Scully (NZL)       | DNF                       |
| 52                            | Julius van den Berg (NED) | DNF                       |
| 53                            | Owain Doull (GBR)         | 38.                       |
| 54                            | Jens Keukeleire (BEL)     | 60.                       |
| 55                            | Jonas Rutsch (GER)        | 39.                       |
| 56                            | Marijn van den Berg (NED) | 10.                       |
| 57                            | Łukasz Wiśniowski (POL)   | DNF                       |
| Sportsdirektør: Andreas Klier |                           |                           |

| UAE Team Emirates UAD         | UAE Team Emirates UAD        | UAE Team Emirates UAD |
| ----------------------------- | ---------------------------- | --------------------- |
| Nr.                           | Rytter                       | Placering             |
| 61                            | Pascal Ackermann (GER)       | 17.                   |
| 62                            | Ryan Gibbons (RSA)           | 51.                   |
| 63                            | Mikkel Norsgaard Bjerg (DEN) | 47.                   |
| 64                            | Felix Groß (GER)             | DNF                   |
| 65                            | Vegard Stake Laengen (NOR)   | DNF                   |
| 66                            | Sebastián Molano (COL)       | 9.                    |
| 67                            | Michael Vink (NZL)           | DNF                   |
| Sportsdirektør: Fabio Baldato |                              |                       |

| Groupama-FDJ GFC                 | Groupama-FDJ GFC          | Groupama-FDJ GFC |
| -------------------------------- | ------------------------- | ---------------- |
| Nr.                              | Rytter                    | Placering        |
| 71                               | Arnaud Démare (FRA)       | 14.              |
| 72                               | Ignatas Konovalovas (LTU) | DNF              |
| 73                               | Fabian Lienhard (SUI)     | 64.              |
| 74                               | Laurence Pithie (NZL)     | DNF              |
| 75                               | Paul Penhoët (FRA)        | 24.              |
| 76                               | Samuel Watson (GBR)       | 68.              |
| 77                               | Bram Welten (NED)         | 62.              |
| Sportsdirektør: Frédéric Guesdon |                           |                  |

| Trek-Segafredo TFS              | Trek-Segafredo TFS             | Trek-Segafredo TFS |
| ------------------------------- | ------------------------------ | ------------------ |
| Nr.                             | Rytter                         | Placering          |
| 81                              | Edward Theuns (BEL)            | 15.                |
| 82                              | Emīls Liepiņš (LAT) (landevej) | DNF                |
| 83                              | Thibau Nys (BEL)               | DNF                |
| 84                              | Alex Kirsch (LUX)              | DNF                |
| 85                              | Markus Hoelgaard (NOR)         | DNF                |
| 86                              | Otto Vergaerde (BEL)           | DNF                |
| 87                              | Toms Skujiņš (LAT)             | DNF                |
| Sportsdirektør: Steven de Jongh |                                |                    |

| Astana Qazaqstan Team AST      | Astana Qazaqstan Team AST        | Astana Qazaqstan Team AST |
| ------------------------------ | -------------------------------- | ------------------------- |
| Nr.                            | Rytter                           | Placering                 |
| 91                             | Mark Cavendish (GBR) (landevej)  | DNF                       |
| 92                             | Dmitrij Gruzdev (KAZ)            | 55.                       |
| 93                             | Davide Martinelli (ITA)          | DNF                       |
| 94                             | Cees Bol (NED)                   | DNF                       |
| 95                             | Jevgenij Giditj (KAZ) (landevej) | DNF                       |
| 96                             | Jevgenij Fedorov (KAZ)           | DNF                       |
| 97                             | Leonardo Basso (ITA)             | DNF                       |
| Sportsdirektør: Stefano Zanini |                                  |                           |

| Jumbo-Visma TJV                   | Jumbo-Visma TJV          | Jumbo-Visma TJV |
| --------------------------------- | ------------------------ | --------------- |
| Nr.                               | Rytter                   | Placering       |
| 101                               | Tosh Van der Sande (BEL) | 73.             |
| 102                               | Olav Kooij (NED)         | 2.              |
| 103                               | Timo Roosen (NED)        | 56.             |
| 104                               | Lennard Hofstede (NED)   | DNF             |
| 105                               | Mick van Dijke (NED)     | DNF             |
| 106                               | Tim van Dijke (NED)      | 22.             |
| 107                               | Jos van Emden (NED)      | DNF             |
| Sportsdirektør: Arthur Van Dongen |                          |                 |

| Team DSM DSM                 | Team DSM DSM              | Team DSM DSM |
| ---------------------------- | ------------------------- | ------------ |
| Nr.                          | Rytter                    | Placering    |
| 111                          | Alberto Dainese (ITA)     | DNF          |
| 112                          | Patrick Bevin (NZL)       | DNF          |
| 113                          | Alexander Edmondson (AUS) | DNF          |
| 114                          | Casper van Uden (NED)     | 44.          |
| 115                          | Marius Mayrhofer (GER)    | DNF          |
| 116                          | Tim Naberman (NED)        | DNF          |
| 117                          | Sam Welsford (AUS)        | 18.          |
| Sportsdirektør: Pim Ligthart |                           |              |

| Bahrain Victorious TBV           | Bahrain Victorious TBV | Bahrain Victorious TBV |
| -------------------------------- | ---------------------- | ---------------------- |
| Nr.                              | Rytter                 | Placering              |
| 121                              | Phil Bauhaus (GER)     | DNF                    |
| 122                              | Matevž Govekar (SLO)   | DNF                    |
| 123                              | Kamil Gradek (POL)     | 57.                    |
| 124                              | Filip Maciejuk (POL)   | 59.                    |
| 125                              | Jonathan Milan (ITA)   | 70.                    |
| 126                              | Dušan Rajović (SRB)    | DNF                    |
| 127                              | Cameron Scott (AUS)    | DNF                    |
| Sportsdirektør: Enrico Poitschke |                        |                        |

| Cofidis COF                      | Cofidis COF            | Cofidis COF |
| -------------------------------- | ---------------------- | ----------- |
| Nr.                              | Rytter                 | Placering   |
| 131                              | Max Walscheid (GER)    | 32.         |
| 132                              | Davide Cimolai (ITA)   | DNF         |
| 133                              | Simone Consonni (ITA)  | 71.         |
| 134                              | Wesley Kreder (NED)    | 46.         |
| 135                              | Christophe Noppe (BEL) | 33.         |
| 136                              | Piet Allegaert (BEL)   | 36.         |
| 137                              | Jelle Wallays (BEL)    | DNF         |
| Sportsdirektør: Thierry Marichal |                        |             |

| Intermarché-Circus-Wanty ICW         | Intermarché-Circus-Wanty ICW | Intermarché-Circus-Wanty ICW |
| ------------------------------------ | ---------------------------- | ---------------------------- |
| Nr.                                  | Rytter                       | Placering                    |
| 141                                  | Niccolò Bonifazio (ITA)      | DNF                          |
| 142                                  | Julius Johansen (DEN)        | 42.                          |
| 143                                  | Adrien Petit (FRA)           | DNF                          |
| 144                                  | Baptiste Planckaert (BEL)    | DNF                          |
| 145                                  | Laurenz Rex (BEL)            | 66.                          |
| 146                                  | Gerben Thijssen (BEL)        | 27.                          |
| 147                                  | Boy van Poppel (NED)         | DNF                          |
| Sportsdirektør: Pieter Vanspeybrouck |                              |                              |

| Arkéa-Samsic ARK                  | Arkéa-Samsic ARK      | Arkéa-Samsic ARK |
| --------------------------------- | --------------------- | ---------------- |
| Nr.                               | Rytter                | Placering        |
| 151                               | David Dekker (NED)    | 35.              |
| 152                               | Laurent Pichon (FRA)  | DNF              |
| 153                               | Daniel McLay (GBR)    | 74.              |
| 154                               | Mathis Le Berre (FRA) | DNF              |
| 155                               | Luca Mozzato (ITA)    | 72.              |
| 156                               | Alan Riou (FRA)       | DNF              |
| 157                               | Clément Russo (FRA)   | DNF              |
| Sportsdirektør: Sébastien Hinault |                       |                  |

| Uno-X Pro Cycling Team UXT         | Uno-X Pro Cycling Team UXT  | Uno-X Pro Cycling Team UXT |
| ---------------------------------- | --------------------------- | -------------------------- |
| Nr.                                | Rytter                      | Placering                  |
| 161                                | Lasse Norman Leth (DEN)     | DNF                        |
| 162                                | Stian Fredheim (NOR)        | 8.                         |
| 163                                | Tord Gudmestad (NOR)        | 29.                        |
| 164                                | Louis Bendixen (DEN)        | DNF                        |
| 165                                | William Blume Levy (DEN)    | 69.                        |
| 166                                | Erik Nordsæter Resell (NOR) | 61.                        |
| 167                                | Søren Wærenskjold (NOR)     | DNF                        |
| Sportsdirektør: Gino Van Oudenhove |                             |                            |

| Israel-Premier Tech IPT    | Israel-Premier Tech IPT         | Israel-Premier Tech IPT |
| -------------------------- | ------------------------------- | ----------------------- |
| Nr.                        | Rytter                          | Placering               |
| 171                        | Sep Vanmarcke (BEL)             | DNF                     |
| 172                        | Itamar Einhorn (ISR) (landevej) | DNF                     |
| 173                        | Jens Reynders (BEL)             | 50.                     |
| 174                        | Guy Sagiv (ISR)                 | DNF                     |
| 175                        | Tom Van Asbroeck (BEL)          | 30.                     |
| 177                        | Rick Zabel (GER)                | 28.                     |
| Sportsdirektør: Dirk Demol |                                 |                         |

| Lotto Dstny LTD              | Lotto Dstny LTD           | Lotto Dstny LTD |
| ---------------------------- | ------------------------- | --------------- |
| Nr.                          | Rytter                    | Placering       |
| 181                          | Caleb Ewan (AUS)          | DNF             |
| 182                          | Jasper De Buyst (BEL)     | DNF             |
| 183                          | Frederik Frison (BEL)     | 4.              |
| 184                          | Sébastien Grignard (BEL)  | DNF             |
| 185                          | Michael Schwarzmann (GER) | DNF             |
| 186                          | Cedric Beullens (BEL)     | 7.              |
| 187                          | Jarrad Drizners (AUS)     | 20.             |
| Sportsdirektør: Nikolas Maes |                           |                 |

| Team Flanders-Baloise TFB         | Team Flanders-Baloise TFB | Team Flanders-Baloise TFB |
| --------------------------------- | ------------------------- | ------------------------- |
| Nr.                               | Rytter                    | Placering                 |
| 191                               | Ruben Apers (BEL)         | 49.                       |
| 192                               | Sander De Pestel (BEL)    | 48.                       |
| 193                               | Tuur Dens (BEL)           | DNF                       |
| 194                               | Milan Fretin (BEL)        | 37.                       |
| 195                               | Vince Gerits (BEL)        | DNF                       |
| 196                               | Jules Hesters (BEL)       | 43.                       |
| 197                               | Noah Vandenbranden (BEL)  | DNF                       |
| Sportsdirektør: Walter Planckaert |                           |                           |

| TotalEnergies TEN                 | TotalEnergies TEN       | TotalEnergies TEN |
| --------------------------------- | ----------------------- | ----------------- |
| Nr.                               | Rytter                  | Placering         |
| 201                               | Thomas Bonnet (FRA)     | 41.               |
| 202                               | Émilien Jeannière (FRA) | DNF               |
| 203                               | Lorrenzo Manzin (FRA)   | DNF               |
| 204                               | Geoffrey Soupe (FRA)    | 40.               |
| 205                               | Jason Tesson (FRA)      | DNF               |
| 207                               | Mattéo Vercher (FRA)    | DNF               |
| Sportsdirektør: Dominique Arnould |                         |                   |

| Bingoal WB BWB                           | Bingoal WB BWB                 | Bingoal WB BWB |
| ---------------------------------------- | ------------------------------ | -------------- |
| Nr.                                      | Rytter                         | Placering      |
| 211                                      | Guillaume Van Keirsbulck (BEL) | 45.            |
| 212                                      | Ceriel Desal (BEL)             | 31.            |
| 213                                      | Johan Meens (BEL)              | DNF            |
| 214                                      | Matteo Malucelli (ITA)         | DNF            |
| 215                                      | Ludovic Robeet (BEL)           | 65.            |
| 216                                      | Dorian de Maeght (BEL)         | DNF            |
| 217                                      | Louis Blouwe (BEL)             | DNF            |
| Sportsdirektør: Jean-Denis Vandenbroucke |                                |                |